# Luigi Maria Anolli
Luigi Maria Tarcisio Anolli (Alba, 9 novembre 1945 – Monza, 1º marzo 2012) è stato uno psicologo italiano.

## Biografia
Laureato in Filosofia nel 1971 presso l'Università Cattolica del Sacro Cuore di Milano sotto la guida di Giorgio Zunini, si specializza in Psicologia dello sviluppo nel 1975.
Nel 1972 vince una borsa di studio ministeriale e inizia l'attività di ricerca nell'ambito della psicometria e della psicologia della percezione con il volume Lo sviluppo della percezione visiva. Successivamente si interessa di psicologia dell'età evolutiva (con il volume Giochi finalizzati e materiale strutturato), l'analisi dell'organizzazione (con il volume scritto con Mara Selvini Palazzoli Sul fronte dell'organizzazione), la psicologia sociale (con il volume Senso e non senso del lavoro).
Diventato professore associato nel 1982 presso l'Università Cattolica di Milano per l'insegnamento di Psicologia applicata, nel 1986 diventa ordinario di Psicologia sociale all'Università degli Studi di Milano. Nel 1993 insegna Psicologia generale all'Università Cattolica del Sacro Cuore di Milano, nel 1997 Psicologia della comunicazione, nel 2001 Psicologia della cultura. Nel 2003 insegna Psicologia della comunicazione all'Università degli Studi di Milano-Bicocca.
In questi anni, allarga il proprio studio della psicologia della comunicazione alle espressioni facciali mediante il sistema di codifica delle espressioni facciali (FACS - Facial Action Coding System) di Paul Ekman e Wallace Friesen, e pubblicando i volumi Psicologia della comunicazione del 2002 e Fondamenti di psicologia della comunicazione nel 2006, entrambi con Il Mulino.
Fondatore del CESCOM (Centro studi per le scienze della comunicazione), ne diventa direttore a partire dal 2006.
È morto a Milano, nel marzo 2012 dopo una lunga malattia.

## Pubblicazioni
- Luigi Anolli, La vergogna, 2000, Bologna, Il Mulino.
- Luigi Anolli, Le emozioni, 2002, Milano, Edizioni Unicopli.
- Luigi Anolli, Psicologia della comunicazione, 2002, Bologna, Il Mulino.
- Luigi Anolli, Mentire, 2003, Bologna, Il Mulino.
- Luigi Anolli, Psicologia della cultura, 2004, Bologna, Il Mulino.
- Luigi Anolli, L'ottimismo, 2005, Bologna, Il Mulino.
- Luigi Anolli, La mente multiculturale, 2006, Roma-Bari, Laterza.
- Luigi Anolli, Fondamenti di psicologia della comunicazione, 2006, Bologna, Il Mulino.
- Luigi Anolli, Paolo Legrenzi, Psicologia generale, 2009, Bologna, Il Mulino.
- Luigi Anolli, La mente multiculturale. Bergamo, Il Sole 24 ORE.
- Luigi Anolli, La seduzione, Roma-Bari, Laterza.
- Luigi Anolli, Prima lezione di psicologia della comunicazione, 2010, Roma-Bari, Laterza.